# Mario Zuenelli
Mario Zuenelli (* 4. September 1954 in Graz) ist ein ehemaliger österreichischer Fußball-Nationalspieler. Der Verteidiger konnte 1981 mit seinem Stammverein Grazer AK den ÖFB-Cup gewinnen.

## Karriere
Mario Zuenelli, der 2002 in die GAK-Elf des Jahrhunderts gewählt wurde, gilt bis heute als einer der populärsten Spieler des Grazer AK. Durch seine Offensivaktionen und Schussfähigkeiten ist er in besonderer Erinnerung geblieben. 
Der Linksfuß Zuenelli begann seine Profikarriere 1973 beim GAK, für den er auch die nächsten 13 Jahre spielen sollte. In der Saison 1973/74 kam er noch in der Nationalliga zu seinen ersten drei Einsätzen in der Kampfmannschaft. Nach dem Zwangsabstieg 1974 zählte er zu den hoffnungsvollen Talenten der Mannschaft, die durch den Titelgewinn in der neuen zweitklassigen Nationalliga umgehend den Wiederaufstieg schaffte. Im September 1975 erzielte er vor 18.000 Zusehern im Stadion Liebenau den 100. Derbytreffer im Rahmen der höchsten Spielklasse. 
1980 bot die Wiener Austria eine hohe Ablösesumme für den Grazer, der sich aber entschloss, weiterhin für den GAK zu spielen. Im gleichen Jahr absolvierte er in der Teamchef-Ära von Karl Stotz zwei Länderspiele für die österreichische Nationalmannschaft. 1981 folgte mit dem ÖFB-Cupsieg gegen den SV Austria Salzburg (0:1, 2:0 nV) der größte Erfolg mit den Grazer Rotjacken, in der darauffolgenden Saison folgte ein respektabler dritter Rang in der Meisterschaft. 1986 wechselte Zuenelli nach 343 Einsätzen und 69 Toren in der höchsten Spielklasse dann in die 2. Division zum SV Flavia Solva Wagna, um später noch für zahlreiche Unterhaus-Vereine aufzulaufen.

## Erfolge
- 1 × Österreichischer Cupsieger: 1981
- 1 × Österreichischer Zweitligameister: 1975 (Nationalliga)

- 2 Spiele für die österreichische Fußballnationalmannschaft 1980

| Personendaten    | Personendaten                   |
| ---------------- | ------------------------------- |
| NAME             | Zuenelli, Mario                 |
| KURZBESCHREIBUNG | österreichischer Fußballspieler |
| GEBURTSDATUM     | 4. September 1954               |
| GEBURTSORT       | Graz                            |